# Fenestraja mamillidens
Fenestraja mamillidens (лат.) — вид хрящевых рыб семейства ромбовых скатов отряда скатообразных. Обитают в западной части Индийского океана между 7° с. ш. и 6° с. ш. Встречаются на глубине до 1093 м. Их крупные, уплощённые грудные плавники образуют диск в виде сердечка с округлыми краями. Откладывают яйца. Не являются объектом целевого промысла.

## Таксономия
Впервые вид был научно описан в 1889 году как Raja mamillidens. Видовой эпитет происходит от слов лат. mamilla — «сосочек» и лат. dentis. Голотип утрачен. 

## Ареал
Эти батидемерсальные скаты обитают у берегов Мадагаскара. Встречаются на глубине до 1093 м.

## Описание
Широкие и плоские грудные плавники этих скатов образуют диск в форме сердечка с немного выступающим кончиком рыла и закруглёнными краями. На вентральной стороне диска расположены 5 жаберных щелей, ноздри и рот. На длинном хвосте имеются латеральные складки. У этих скатов 2 редуцированных спинных плавника и редуцированный хвостовой плавник.

## Биология
Подобно прочим ромбовым эти скаты откладывают яйца, заключённые в жёсткую роговую капсулу с выступами на концах. Эмбрионы питаются исключительно желтком.

## Взаимодействие с человеком
Эти скаты не являются объектом целевого промысла. Данных для оценки Международным союзом охраны природы охранного статуса вида недостаточно.